# Comuna Tomești, Timiș
Tomești (germană Tomescht, maghiară Tamásd) este o comună în județul Timiș, Banat, România, formată din satele Baloșești, Colonia Fabricii, Luncanii de Jos, Luncanii de Sus, Românești și Tomești (reședința).

## Istoric
În 1597 a fost atestată documentar pentru prima dată, ea aparținând județului Hunedoara. În 1620 este aminitită ca aparținând districtului Făget.

## Obiective turistice
- Complexul turistic Valea lui Liman
- Mânăstirea Izvorul Miron, numită și "Balta Caldă", datorită izvorului mezotermal (37*C) situat în imediata vecinătate. Este situată în satul Românești, în apropierea confluenței văilor Bega Luncanilor și Bega Poienilor și a fost ctitorită în anul 1912 de către mitropolitul Miron Cristea, viitorul patriarh al Romaniei, cu ajutorul unor familii din satul Românești
- Peștera de la Românești, din apropierea Mânăstirii Izvorul Miron, prima din România în care se organizează concerte de muzică simfonică, sub îndrumarea clubului speologic Speotimiș din Timișoara

## Economie
Fabrica de sticlă Stitom din comuna Tomești a fost creată în anul 1804, fiind una dintre primele fabrici de sticlărie din țară.
Aproape două secole, întreprinderea a fost cel mai important reper al zonei de est a județului.
Activitatea sa nu a fost întreruptă nici măcar în timpul războaielor.
Fabrica a fost cumpărată în anul 2000 de suceveanul Corneliu Petreanu, supranumit "Baronul sticlei".
El a făcut datorii de peste un milion de dolari, după care a falimentat fabrica.

## Demografie
Componența etnică a comunei Tomești
     Români (94,73%)
     Romi (1,06%)
     Alte etnii (1,33%)
     Necunoscută (2,87%)
Componența confesională a comunei Tomești
     Ortodocși (85,74%)
     Penticostali (6,44%)
     Baptiști (1,81%)
     Romano-catolici (1,76%)
     Alte religii (1,06%)
     Necunoscută (3,19%)
Conform recensământului efectuat în 2021, populația comunei Tomești se ridică la 1.879 de locuitori, în scădere față de recensământul anterior din 2011, când fuseseră înregistrați 2.093 de locuitori. Majoritatea locuitorilor sunt români (94,73%), cu o minoritate de romi (1,06%), iar pentru 2,87% nu se cunoaște apartenența etnică. Din punct de vedere confesional, majoritatea locuitorilor sunt ortodocși (85,74%), cu minorități de penticostali (6,44%), baptiști (1,81%) și romano-catolici (1,76%), iar pentru 3,19% nu se cunoaște apartenența confesională.

## Politică și administrație
Comuna Tomești este administrată de un primar și un consiliu local compus din 11 consilieri. Primarul, Costel Medelean[*], de la Coaliția Națională pentru România, este în funcție din 2012. Începând cu alegerile locale din 2024, consiliul local are următoarea componență pe partide politice:
|  | Partid                            | Consilieri | Componența Consiliului | Componența Consiliului | Componența Consiliului | Componența Consiliului | Componența Consiliului | Componența Consiliului |
|  | --------------------------------- | ---------- | ---------------------- | ---------------------- | ---------------------- | ---------------------- | ---------------------- | ---------------------- |
|  | Coaliția Națională pentru România | 6          |                        |                        |                        |                        |                        |                        |
|  | Partidul Puterii Umaniste         | 2          |                        |                        |                        |                        |                        |                        |
|  | Alianța pentru Unirea Românilor   | 2          |                        |                        |                        |                        |                        |                        |
|  | Grecu-Murărescu Alin-Vasile       | 1          |                        |                        |                        |                        |                        |                        |

## Personalități
- Oscar Szuhanek (1887 - 1972), pictor.

## Vezi și
- Biserica de lemn din Românești, Timiș
- Podișul Lipovei - Poiana Ruscă (sit de importanță comunitară)
- Ținutul Pădurenilor (sit de importanță comunitară inclus în rețeaua ecologică europeană Natura 2000 în România)